# Cerkiew Zaśnięcia Matki Bożej w Moskwie (Gonczary)
Cerkiew Zaśnięcia Matki Bożej – prawosławna cerkiew w Moskwie, w rejonie Taganskim, w dekanacie Opieki Matki Bożej eparchii moskiewskiej miejskiej Rosyjskiego Kościoła Prawosławnego. Jedna z dwóch cerkwi oficjalnego przedstawicielstwa Bułgarskiego Kościoła Prawosławnego przy Patriarchacie Moskiewskim.
Świątynia znajduje się przy ulicy Gonczarnej (Гончарная) 29.
Obecną murowaną cerkiew wzniesiono w 1654, w miejscu drewnianej z początków XVII w. W 1702 dobudowano refektarz oraz boczną kaplicę (z ołtarzem poświęconym św. Tychonowi z Amathus). Również w tym czasie cerkiew została ozdobiona polichromiami autorstwa Stiepana Połubiesa. Wieża-dzwonnica pochodzi z późniejszych lat XVIII w.
Od czasu oddania do użytku cerkiew jest nieprzerwanie czynna. W 1948 dekretem patriarchy moskiewskiego i całej Rusi Aleksego I, przy cerkwi otwarto oficjalne przedstawicielstwo Patriarchatu Bułgarskiego przy Patriarchacie Moskiewskim (w późniejszym czasie przedstawicielstwu przydzielono jeszcze jedną świątynię – cerkiew św. Mikołaja na Bołwanowce).
Proboszczem przycerkiewnej parafii jest przedstawiciel Bułgarskiego Kościoła Prawosławnego przy Patriarchacie Moskiewskim – obecnie (2015) archimandryta Teoktyst (Dimitrow).

## Galeria

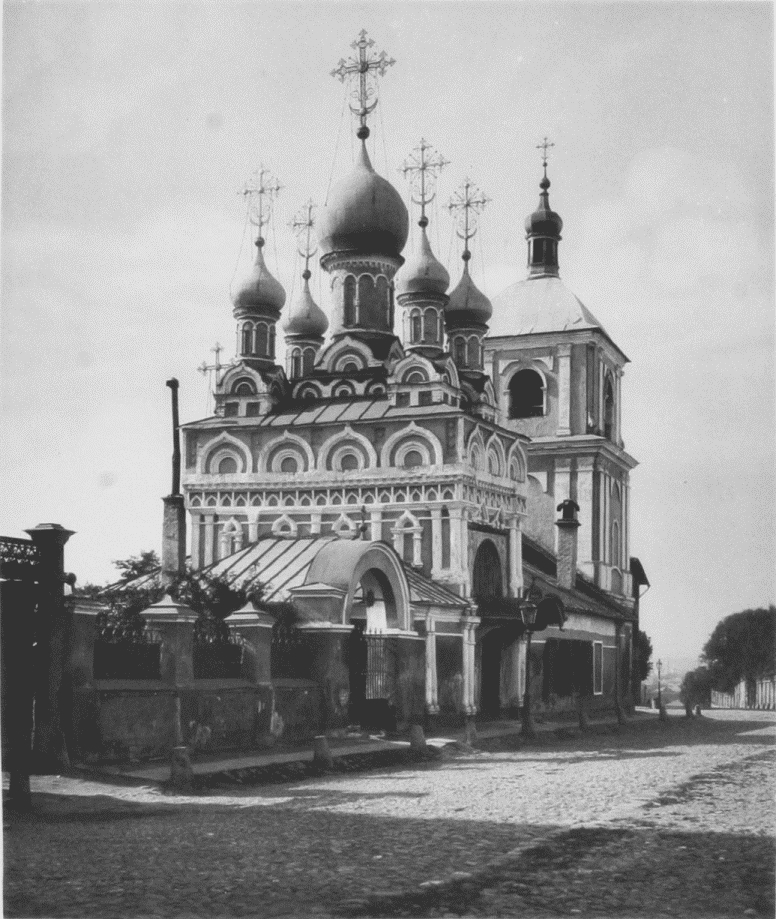
Cerkiew w 1882
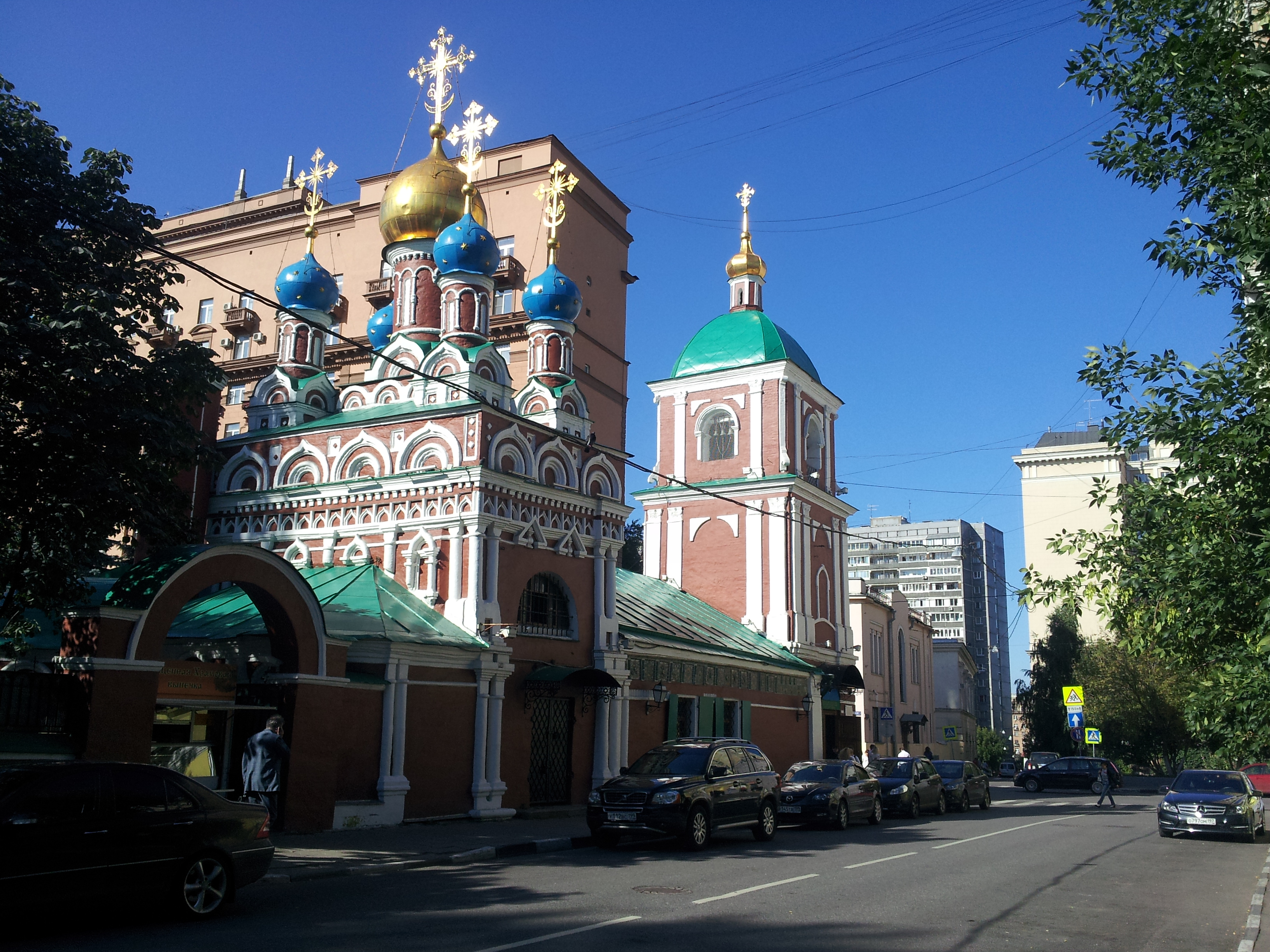
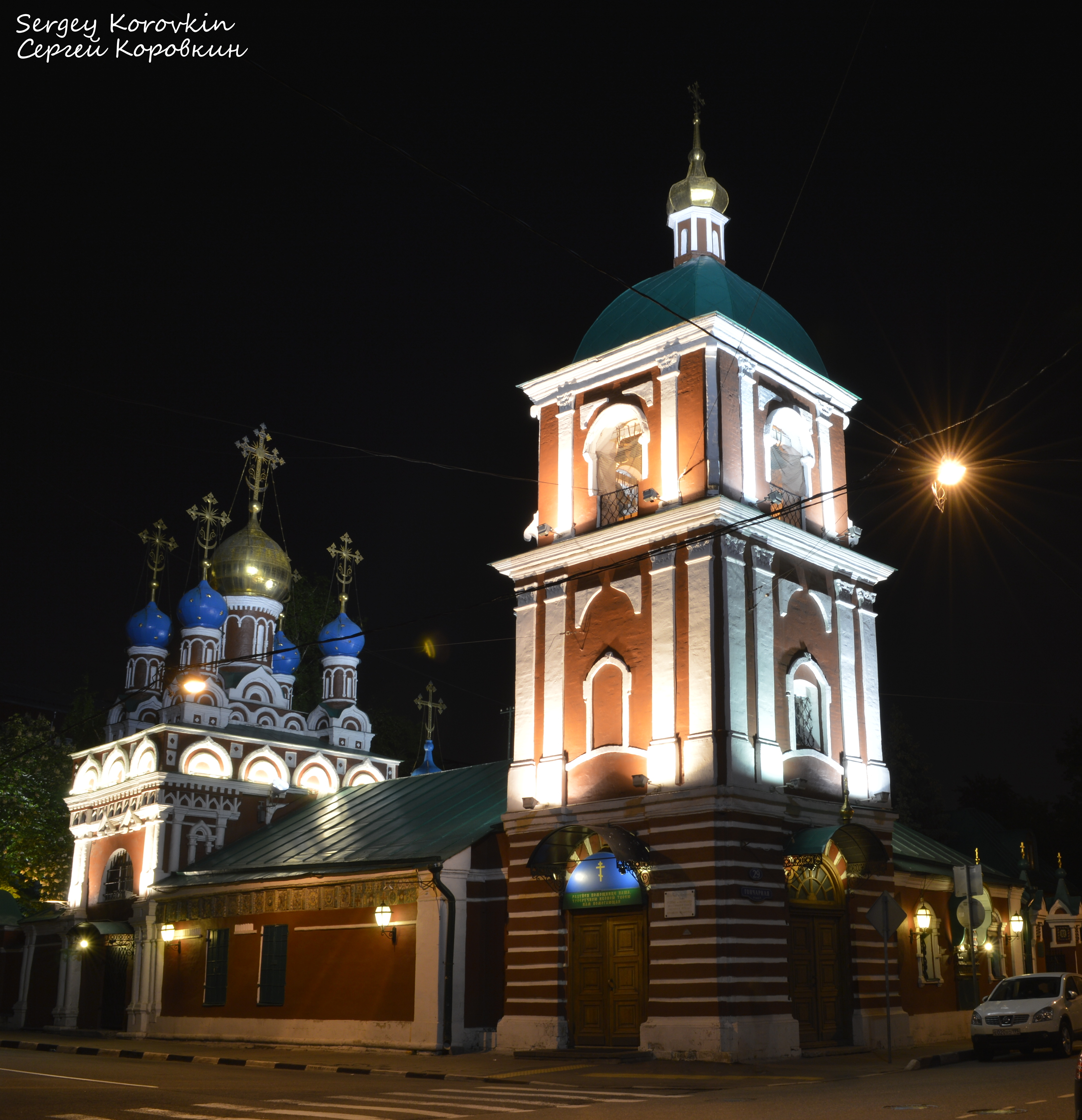